# Górnośląskie Centrum Zdrowia Dziecka
Górnośląskie Centrum Zdrowia Dziecka im. św. Jana Pawła II Samodzielny Publiczny Szpital Kliniczny Nr 6 Śląskiego Uniwersytetu Medycznego w Katowicach – jeden z największych szpitali dziecięcych w Polsce, znajdujący się w dzielnicy Katowic Ligocie-Panewnikach.
W GCZD znajduje się 18 oddziałów szpitalnych, na bazie których funkcjonuje 6 klinik Śląskiego Uniwersytetu Medycznego. W szpitalu działa także 29 poradni specjalistycznych. Rocznie w GCZD przyjmuje ok. 16 tysięcy pacjentów na oddziały szpitalne oraz udziela ok. 80 tysięcy specjalistycznych porad ambulatoryjnych.
W 2013 przy szpitalu oddano do użytku sanitarne lądowisko, a w 2019 został dodany oddział położniczy, który został zamknięty po 1,5 roku działalności.